# Kan (titel)
Een kan, khan of chan (Turks: han) is een titel voor vooral een Mongoolse of Turkse leider die heerst over een kanaat. Het woord betekent heerser, maar wordt soms ook vertaald als koning.
De spelling khan is overgenomen uit het Engels, waar de "kh" weliswaar staat voor een transcriptie van het foneem dat in het Nederlands wordt weergegeven met "ch", maar desalniettemin in het Engels als een "k" wordt uitgesproken. De Woordenlijst Nederlandse Taal schrijft de spelling (en daarmee de uitspraak) kan voor. De spelling chan of chaan benadert de uitspraak van het originele woord beter.
Een andere veelgebruikte Mongoolse naam is Bahadur (of Bator): moedig.
De vrouwelijke titel is: khatun, bijvoorbeeld Töregene Khatun.

baljuw · baron · dictator · doge · emir · farao · graaf · groothertog · grootvizier · grootvorst · heer · hertog · jonker · kalief · kan · keizer · koning · landgraaf · landsheer · landvoogd · maharadja · markies · monarch · paltsgraaf · paus · president · prins-bisschop · regent · sjah · sjeik · staatshoofd · sultan · tenno · tsaar · vizier · vorst · vorst-aartsbisschop